# Xu Yinghui
Xu Yinghui (chiń. 徐瑛徽; ur. 7 stycznia 1989) – chińska biegaczka narciarska i biathlonistka. Była uczestniczką Zimowych Igrzysk Olimpijskich w Turynie (2006).

## Osiągnięcia

### Igrzyska olimpijskie
| Miejsce | Dzień     | Rok  | Miejscowość | Konkurencja        | Czas biegu  | Strata      | Zwyciężczyni         |
| ------- | --------- | ---- | ----------- | ------------------ | ----------- | ----------- | -------------------- |
| 58.     | 12 lutego | 2006 | Pragelato   | 15 km bieg łączony | 49:47,3 min | +6:58,6 min | Kristina Šmigun-Vähi |

### Mistrzostwa świata w biathlonie
| Miejsce | Dzień    | Rok  | Miejscowość     | Konkurencja       | Czas biegu  | Strata      | Zwyciężczyni     |
| ------- | -------- | ---- | --------------- | ----------------- | ----------- | ----------- | ---------------- |
| 20.     | 3 marca  | 2011 | Chanty-Mansyjsk | sztafeta mieszana | LPD         |             | Norwegia         |
| 87.     | 5 marca  | 2011 | Chanty-Mansyjsk | sprint            | 26:03,4 min | +5:32,2 min | Magdalena Neuner |
| 53.     | 9 marca  | 2011 | Chanty-Mansyjsk | bieg indywidualny | 57:05,8 min | +9:57,5 min | Helena Ekholm    |
| 16.     | 13 marca | 2011 | Chanty-Mansyjsk | sztafeta          | LPD         |             | Niemcy           |

### Mistrzostwa świata juniorów w biathlonie
| Miejsce | Dzień       | Rok  | Miejscowość | Konkurencja       | Czas biegu  | Strata      | Zwyciężczyni   |
| ------- | ----------- | ---- | ----------- | ----------------- | ----------- | ----------- | -------------- |
| 25.     | 29 stycznia | 2009 | Canmore     | bieg indywidualny | 50:22,0 min | +8:06,6 min | Nicole Wötzel  |
| 9.      | 31 stycznia | 2009 | Canmore     | sprint            | 24:44,8 min | +1:16,0 min | Nicole Wötzel  |
| 8.      | 1 lutego    | 2009 | Canmore     | bieg pościgowy    | 36:00,0 min | +2:03,1 min | Miriam Gössner |
| 10.     | 3 lutego    | 2009 | Canmore     | sztafeta          | 1:05:47,6 h | +7:47,3 min | Czechy         |